# Åke Grahnberg
Carl Ragnar Åke Grahnberg, född den 2 april 1901 i Landskrona, död den 13 april 1982 i Helsingborg, var en svensk militär. Han var bror till Thorsten Grahnberg.
Grahnberg blev fänrik vid Norra skånska infanteriregementet 1923 och löjtnant där 1928. Han genomgick Gymnastiska centralinstitutet 1925–1926 och Infanteriskjutskolan 1930. Grahnberg var repetitör där 1931–1932 och avdelningschef och gymnastikofficer vid Arméns underofficersskola 1933–1936. Han blev kapten vid sitt regemente 1938, major vid Jönköpings-Kalmar regemente 1943, överstelöjtnant där 1948 och vid Västerbottens regemente 1949. Grahnberg befordrades till överste i armén 1953 och var befälhavare i Kalmar-Växjö försvarsområde 1953–1960. Han blev riddare av Svärdsorden 1944 och kommendör av samma orden 1961.